# Hermann Tessendorf

Hermann Tessendorf

Hermann Ernst Christian Tessendorf (* 6. August 1831 in Niederhinrichshagen, Kirchspiel Reinberg bei Stralsund; † 1. Dezember 1895 in Leipzig) war ein deutscher Staatsanwalt. Zuletzt war er Oberreichsanwalt. Bekannt geworden ist er durch sein scharfes Vorgehen gegen Sozialdemokraten und Gewerkschafter als Staatsanwalt in Berlin. Diese nach 1874 einsetzende Verfolgungswelle wird als Ära Tessendorf bezeichnet.

## Werdegang
Tessendorf studierte in Greifswald, Tübingen und Berlin Rechtswissenschaften. Danach trat er in den preußischen Justizdienst ein. Im Jahr 1864 wurde er Staatsanwalt in Burg und 1867 war er erster Staatsanwalt am Stadt- und Kreisgericht in Magdeburg. Im Jahr 1873 wechselte er an das Stadtgericht in Berlin. Er wurde 1879 Senatspräsident in Königsberg. Seit 1885 war er Präsident des Strafsenats am Kammergericht in Berlin. Im Jahr 1886 wurde er Oberreichsanwalt in Leipzig. Er wurde 1895 im Zusammenhang mit der Einweihung des neu erbauten Reichsgerichtsgebäudes zum Ehrenbürger von Leipzig ernannt.

## Ära Tessendorf
Bereits in seiner Zeit in Magdeburg tat er sich durch eine intensive Verfolgung von Mitgliedern der Arbeiterbewegung, etwa im Zusammenhang mit dem Streik der Zigarrenarbeiter im Jahr 1871, hervor. Er hat auch in einer Denkschrift Vorschläge für repressive Maßnahmen verfasst. Diese Haltung setzte er seit 1874 in Berlin in verstärktem Maße fort. Dabei arbeitete er eng mit dem Berliner Polizeipräsidenten Guido von Madai zusammen. Tessendorf war im Übrigen der Ansicht „auf Grund früherer langjähriger Beobachtungen und Erfahrungen (...), daß zwischen Sozialdemokraten und sogenannten Anarchisten kein wesentlicher Unterschied bestehe.“
Viele führende sozialdemokratische Politiker und Gewerkschafter klagte er wegen Majestätsbeleidigung an. Andere Vorwürfe lauteten auf Widerstand gegen die Staatsgewalt oder die Schmähung von Staatseinrichtungen. In den Monaten nach Beginn der Verfolgungen wurden Dutzende Sozialisten festgenommen und von Tessendorf angeklagt. August Bebel berichtete, dass in dieser Zeit 87 Mitglieder des ADAV zu insgesamt 211 Monaten Haft verurteilt worden waren. Er ließ die Zentrale des ADAV schließen. Der Präsident des ADAV, Wilhelm Hasenclever, wurde zu zwei Monaten Gefängnis verurteilt.    
Neben Tessendorf gab es eine Reihe anderer Juristen, die sich in ähnlicher Weise hervortaten. Tessendorf und andere konnten sich auch auf einen allgemeinen Erlass an die Staatsanwaltschaften stützen, der nach der Reichstagswahl von 1874 zum Vorgehen gegen die Sozialdemokraten aufforderte. Gerichte und Behörden setzten die Schließung der meisten Zweigstellen des ADAV durch. 
Das Vereinsgesetz gab ihm und seinen Kollegen auch die Handhabe, gegen die Gewerkschaften vorzugehen. Er konnte die dem ADAV nahestehenden Gewerkschaften in Berlin auflösen lassen. Die Gewerkschaftsbewegung wurde so stark geschwächt.
Tessendorf war treibende Kraft beim Sozialistenprozess von 1875. Die Verfolgungswelle durch Tessendorf trug erheblich zur Vereinigung der beiden Arbeiterparteien 1875 bei. Auf Basis des preußischen Vereinsgesetzes war er 1876 verantwortlich für das Verbot der Sozialistischen Arbeiterpartei in Berlin. Der Vorstandssitz in Hamburg blieb davon unberührt. 
Nicht nur gegen Sozialdemokraten, sondern auch gegen andere vermeintliche Reichsfeinde ging Tessendorf vor. So klagte er 1876 Peter Reichensperger an.
Der Begriff „Ära Tessendorf“ gab der Verfolgungswelle ihren Namen. Nach zeitgenössischen Angaben wurden nach 1871 über 2200 Prozesse gegen Sozialdemokraten in Deutschland gezählt. Drei Viertel davon fielen in die Ära Tessendorf.

## Folgen
Die Maßnahmen erwiesen sich letztlich als nicht erfolgreich, das Wachstum der Sozialdemokratie aufzuhalten. Das Sozialistengesetz von 1878 hatte die Handhabe gegen Sozialdemokraten dann stark erweitert. Aus der Sicht der Arbeiter erschienen angesichts der gesteigerten Unternehmermacht während der Gründerkrise und der staatlichen Repressionen die marxistische Interpretation des Klassenstaates und Klassenkampfes zunehmend als plausibel. Der Marxismus setzte sich bis zum Ende des Sozialistengesetzes als Ideologie durch. Die Erfahrung der staatlichen Verfolgung in den 1870/80er Jahren prägte mindestens eine Generation von Arbeiterführern nachhaltig. 